# Stevard
Stevard (z angl. steward, přechýleně stevardka) bývá osoba obsluhující cestující na palubě nějakého dopravního prostředku, zejména na lodi nebo v letadle – srov. stevard (letecká doprava). Organizuje nástup a výstup, stará se o bezpečnost pasažérů, podává jim občerstvení a řeší drobné provozní problémy. Může jít také o číšníka obsluhujícího při stole.
Steward byl původně správce ve středověké Anglii. Významným dvorským úředníkem byl Lord High Steward of England (také lat. senescalcus, obdobně francouzský senešal), jehož funkce byla dědičná. Později však již byla obsazována jen při zvláštních příležitostech, jako byla např. korunovace nového krále. Ve Skotsku existoval High Steward of Scotland, který měl na starosti příjmy do královské pokladny a provoz dvora. Vrchním anglickým hofmistrem býval Lord Steward of the Household.